# Guerres frontereres sovièticojaponeses
|  | Aquest article tracta sobre els conflictes entre 1932 i 1939. Si cerqueu el conflicte de 1945, vegeu «Guerra Soviètico-Japonesa (1945)». |

Les Guerres frontereres sovièticojaponeses foren un seguit de conflictes fronterers entre la Unió Soviètica i l'Imperi Japonès entre 1932 i 1939.
Abans de l'ocupació japonesa de Manxukuo, la Unió Soviètica havia mantingut diversos conflictes amb Xina per la frontera de Manxúria, el Conflicte Sinosoviètic de 1929. Després de l'ocupació de Manxukuo i Corea, el Japó va dirigir els seus interessos militars cap als territoris soviètics, i els conflictes esdevingueren habituals a la frontera manxú.

## Petites batalles
L'Exèrcit Imperial Japonès registrà 152 incidents menors a la frontera de Manxúria entre 1932 i 1934. La quantitat d'incidents s'incrementà a més de 150 per any al 1935 i 1936, i l'escala d'incidents augmentà cada cop més.
El gener de 1935 va tenir lloc la primera batalla armada (l'incident de Halhamiao, 哈爾哈廟事件 - Haruhabyō jiken), sobre la frontera entre Mongòlia i Manxukuo. Membres de cavalleria mongola van enfrontar-se amb una patrulla de l'exèrcit manxú prop del temple budista d'Halhamiao. L'exèrcit manxú va patir diverses baixes, incloent un conseller militar japonès.
Entre desembre de 1935 i març de 1936 van tenir lloc l'Incident Orahodoga (オラホドガ事件 Orahodoga jiken) i l'incident Tauran (タウラン事件 - Tauran jiken). En aquestes batalles, tant l'exèrcit japonès com el mongol van utilitzar alguns vehicles cuirassats i avions militars.
Al juny de 1937 va tenir lloc l'Incident de l'illa Kanchazu (乾岔子島事件 - Kanchazutou jike) al riu Amur, a la frontera soviètico-manxú. Tres canoneres soviètics van travessar la línia central del riu i ocuparen l'illa de Kanchazu. La 1a divisió japonesa enfonsà una de les canoneres soviètiques mitjançant foc d'artilleria i van danyar una altra. El Ministeri d'Afers Exteriors japonès protestà i els soldats soviètics abandonaren l'illa.

## Batalla del Llac Khasan
La Batalla del Llac Khasan (29 de juliol – 11 d'agost de 1938), i també coneguda com l'Incident de Changkufeng (xinès: 张鼓峰事件; pinyin: Zhānggǔfēng Shìjiàn; en japonès es pronuncia Chōkohō Jiken) a la Xina i al Japó, va ser una temptativa d'incursió militar de Manxukuo al territori reclamat pels soviètics. Aquesta incursió es basava en la creença japonesa que la Unió Soviètica havia malinterpretat la demarcació de les fronteres basades en la Convenció de Peking entre l'Imperi Rus i el govern de la dinastia Qing (i els acords suplementaris posteriors sobre la demarcació), manipulant-se els marcadors de demarcació.

## Batalla de Khalkhin Gol
La Batalla de Khalkhin Gol (xinès: 诺蒙坎事件), a vegades anomenada Halhin Gol (car el riu Halha passa pel camp de batalla); i coneguda al Japó com l'Incident de Nomongan (per un poblet proper de la frontera entre Mongòlia i Manxúria), va ser l'enfrontament decisiu de la no declarada guerra fronterera de 1939 entre la Unió Soviètica i Japó.

## Pacte de Neutralitat Sovieticojaponès
De resultes de la desfeta japonesa a Khalkhin Gol, el Japó i la Unió Soviètica signaren el 13 d'abril de 1941 un Pacte de Neutralitat, semblant al Pacte de no-agressió germanosoviètic.
Posteriorment, al mateix any 1941, Japó considerà trencar el pacte quan el Tercer Reich envaí la Unió Soviètica i s'inicià la Gran Guerra Patriòtica, però van decidir respectar-lo i continuar la seva expansió cap al sud-est asiàtic. Es diu que aquesta decisió va ser conseqüència directa de Khalkhin Gol: la derrota causà que el Japó no unís les seves tropes amb Alemanya contra la Unió Soviètica, tot i que ambdós formaven part del Pacte Tripartit.
El 5 d'abril de 1945, la Unió Soviètica denuncià unilateralment el pacte de neutralitat, afirmant que no hagués renovat el tractat quan aquest expirés, el 13 d'abril de 1946. Quatre mesos després, tot i que el pacte no havia expirat encara, la Unió Soviètica declarà la guerra al Japó, sorprenent per complet als japonesos. Una hora després de la declaració de guerra, els soviètics envaïren Manxúria.

## Referència
- Coox, Alvin D.: Nomonhan: Japan Against Russia, 1939. Two volumes; 1985, Stanford University Press. ISBN 0-8047-1160-7